# 제로투세븐
주식회사 제로투세븐(영어: Zero to Seven)은 서울특별시 마포구 상암산로 76 YTN뉴스퀘어 17/18층에 위치해 있는 유아동 기업이다.